# Pan (mjesec)
Pan (grčki Πάν; također Saturn XVIII.) je prirodni satelit Saturna, koji se nalazi u sredini Enckeove pukotine u saturnovom A-prstenu. 

## Ime
Pan je dobio po grčkom bogu Panu. Riječ pan na grčkom znači "sve". Pan je svoje ime dobio 16. 9. 1991. po bogu pastrira, što je aluzija na njegovu ulogu pastirskog mjeseca. 
Panove su prijašnje oznake bile Saturn XVIII. i S/1981 S 13.
Postoji i asteroid 4450 Pan. 

## Otkriće
Postojanje ovog mjeseca su prvi predvidjeli Jeffrey N. Cuzzi i Jeffrey D. Scargle 1985. Mjesec je napokon otkrio Mark R. Showalter 1990., nakon obrade slika iz Voyager 2 misije tijekom njegovog prolaska pokraj Saturna 1981. Pan se pojavljuje na 11 Voyagerovih snimaka.Otkriće Pana natjerala je astronome da ponovno pregledaju sve slike koje je snimila letjelica Voyager 2.

## Karakteristike
Pan je pastirski satelit Enckeove pukotine. Svojim gravitacijskim poljem Pan također stvara valove u okolnim prstenima. Znanstvenici su Pana opisali kao mjesec u obliku oraha, sličan Atlasu, jednom drugom Saturnovom mjesecu. Ima greben na ekvatoru, kao Japet.

## Vanjske poveznice
- Astronomska sekcija Fizikalnog društva Split - Pan  Arhivirana inačica izvorne stranice od 5. rujna 2005. (Wayback Machine)